# Paratesta
Paratesta is een kevergeslacht uit de familie van de boktorren (Cerambycidae). De wetenschappelijke naam van het geslacht werd voor het eerst geldig gepubliceerd in 1993 door Wang.

## Soorten
Paratesta omvat de volgende soorten:
- Paratesta chiangi Wang, 1993
- Paratesta dorsalis (Pascoe, 1864)
- Paratesta dubiosa Wang, 1993